# 弗拉基米尔·杰茹罗夫
弗拉基米尔·尼古拉耶维奇·杰茹罗夫（俄語：Влади́мир Никола́евич Дежу́ров，羅馬化：Vladimir Nikolayevich Dezhurov，1962年7月30日—）是一位俄罗斯退役宇航员，是俄罗斯第81位宇航员，世界第325位宇航员。他曾两次前往太空，九次进行舱外活动。

## 宇航员生涯
弗拉基米尔·杰茹罗夫1962年7月30日出生于苏联俄罗斯苏维埃联邦社会主义共和国莫尔多瓦苏维埃社会主义自治共和国祖博瓦波利亚纳区亚瓦斯，1983年毕业于哈尔科夫高级军事航空飞行员学校，然后在敖德萨军区的空军服役，1987年被选拔进入宇航员队伍，然后在加加林宇航员培训中心接受太空培训。

### 和平号空间站

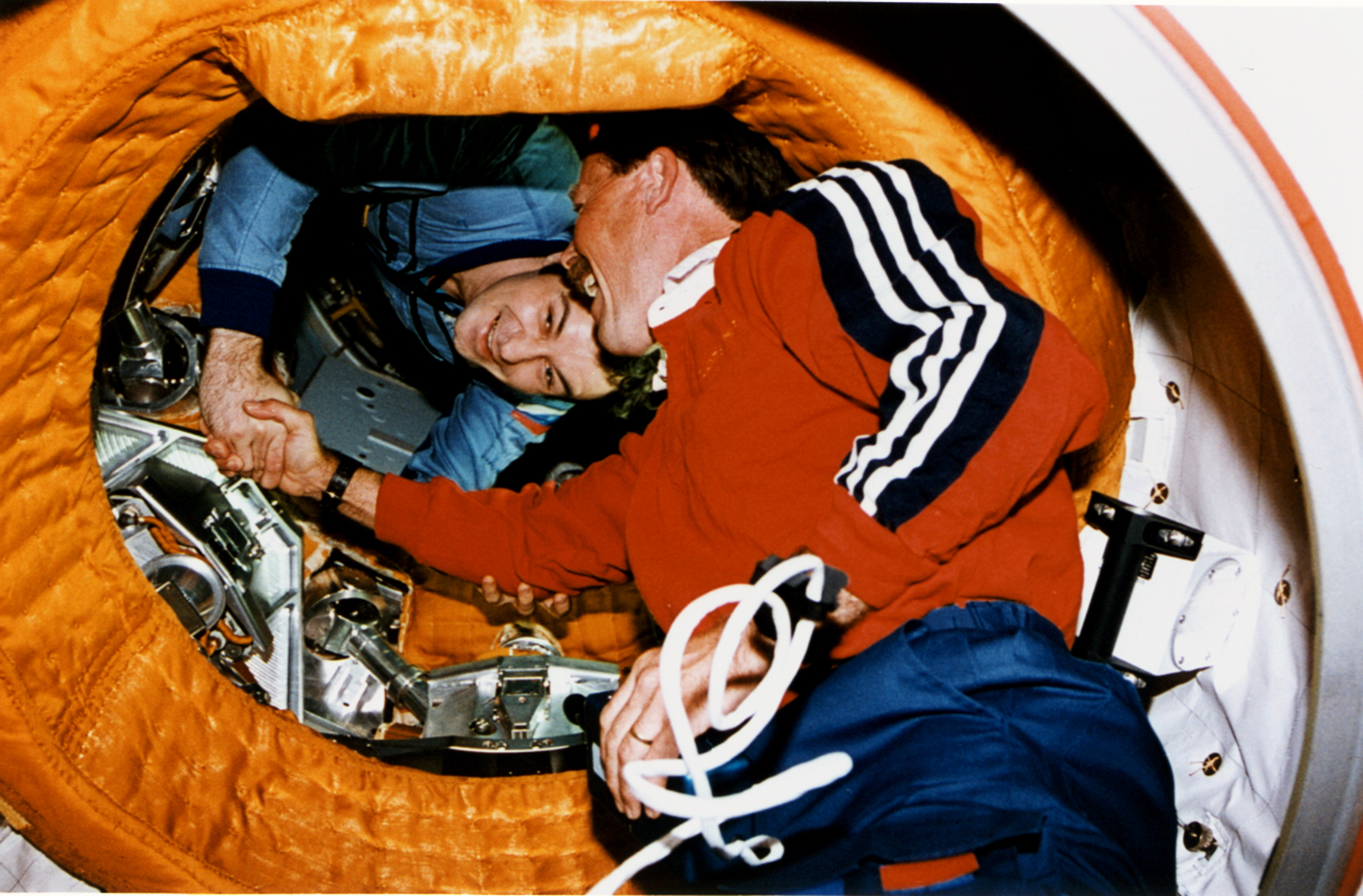
与STS-71指令长罗伯特·吉布森握手

1995年3月14日，弗拉基米尔·杰茹罗夫以指令长身份与俄罗斯宇航员根纳季·斯特列卡洛夫、美国宇航员诺曼·萨加德搭乘联盟TM-21升空与和平号空间站对接，执行第18次远征任务，期间进行了五次舱外活动，同年7月7日三人乘坐亚特兰蒂斯号航天飞机（STS-71）返回地球。

### 国际空间站

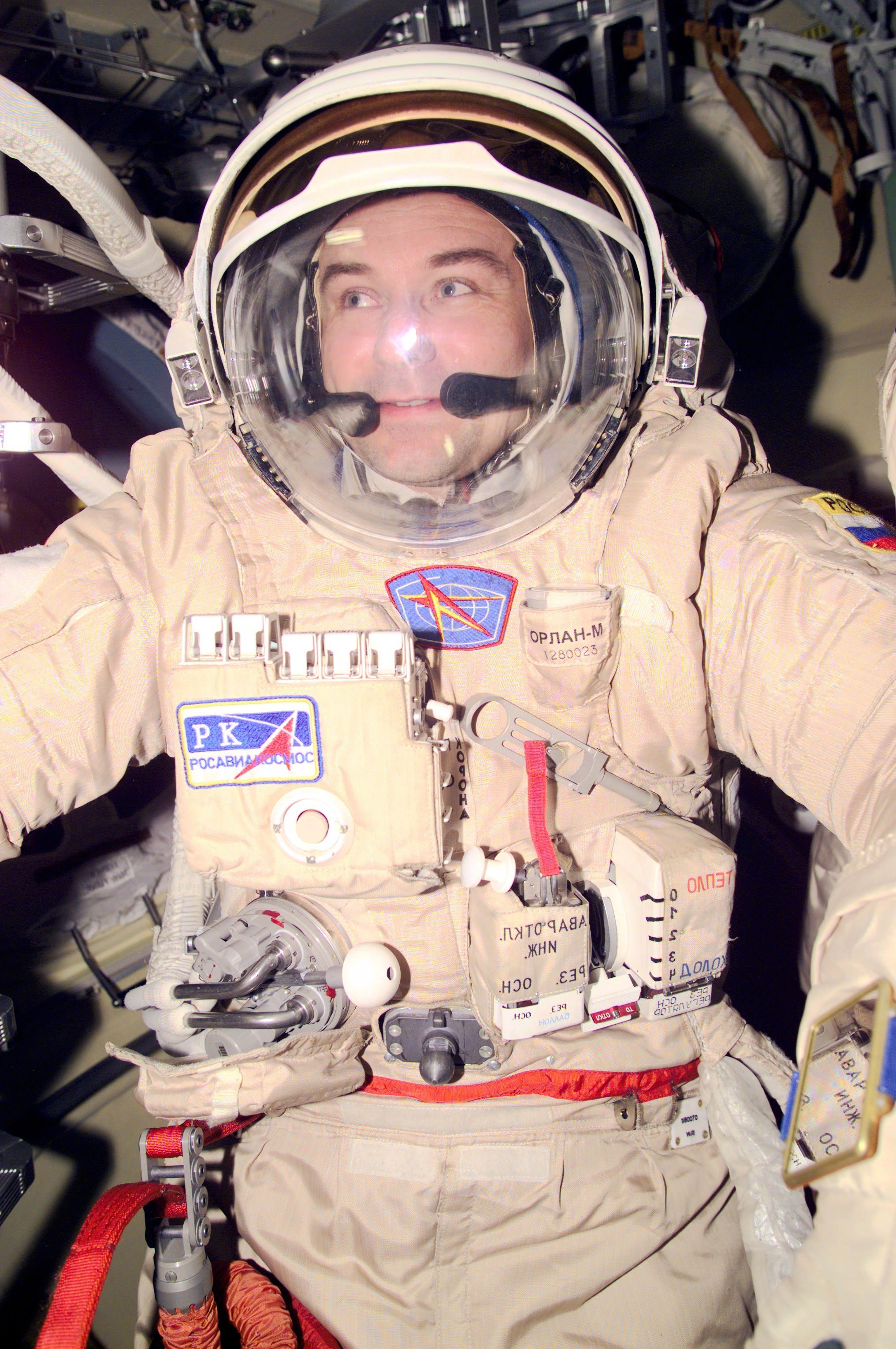
即将出舱进行舱外活动

2000年10月，弗拉基米尔·杰茹罗夫担任国际空间站远征1（联盟TM-31）后备机组指令长（作为尤里·吉德津科的后备）。
2001年8月10日，弗拉基米尔·杰茹罗夫搭乘发现号航天飞机（STS-105）升空，8月12日与国际空间站对接，与美国宇航员弗兰克·卡伯特森、俄罗斯宇航员米哈伊尔·秋林一同执行远征3任务，期间进行了四次舱外活动，12月17日乘奋进号航天飞机（STS-108）返回地球。

### 太空任务总计
| # | 发射载具  | 发射时间（UTC）       | 任务代号 | 返回载具 | 着陆时间（UTC）        | 时长总计      | 舱外活动次数 | 舱外活动时长 |
| - | --------- | --------------------- | -------- | -------- | ---------------------- | ------------- | ------------ | ------------ |
| 1 | 联盟TM-21 | 1995年3月14日6时11分  | EO-18    | STS-71   | 1995年7月7日14时54分   | 115日8时43分  | 5            | 18时56分     |
| 2 | STS-105   | 2001年8月10日21时10分 | 远征3    | STS-108  | 2001年12月17日17时55分 | 128日20时45分 | 4            | 18时40分     |
|   |           |                       |          |          |                        | 244日5时28分  | 9            | 37时36分     |

太空行走统计
| #      | 日期（UTC）    | 同伴                | 持续时长 |
| ------ | -------------- | ------------------- | -------- |
| 1      | 1995年5月12日  | 根纳季·斯特列卡洛夫 | 6时15分  |
| 2      | 1995年5月17日  | 根纳季·斯特列卡洛夫 | 6时42分  |
| 3      | 1995年5月22日  | 根纳季·斯特列卡洛夫 | 5时15分  |
| 4      | 1995年5月28日  | 根纳季·斯特列卡洛夫 | 0时21分  |
| 5      | 1995年6月1日   | 根纳季·斯特列卡洛夫 | 0时23分  |
| 6      | 2001年10月18日 | 米哈伊尔·秋林       | 4时58分  |
| 7      | 2001年10月15日 | 米哈伊尔·秋林       | 5时51分  |
| 8      | 2001年11月12日 | 弗兰克·卡伯特森     | 5时5分   |
| 9      | 2001年12月3日  | 米哈伊尔·秋林       | 2时45分  |
| 总时长 | 总时长         | 总时长              | 37时36分 |

## 荣誉
- 俄罗斯联邦英雄（1995年9月7日）
- 俄罗斯联邦宇航员
- 莫尔多瓦共和国荣誉公民（俄语：Почётный гражданин Республики Мордовия）（1997年1月10日）
- 四级祖国功勋勋章（2003年4月12日）
- 太空探索优异奖章（2011年4月12日）
- 二级服役优秀奖章（俄语：Медаль «За отличие в воинской службе»）
- 一级军队优异服役奖章（俄语：Медаль «За отличие в военной службе» (Минобороны)）
- 三级圆满服役奖章
- 国防部200周年奖章（俄语：Медаль «200 лет Министерству обороны»）
- 太空飞行奖章（NASA）
- 杰出公共服务奖章（英语：NASA Distinguished Public Service Medal）（2003年，NASA）